# Galego Sousa
Jaci Severino de Sousa ou Galego Sousa  (São Bento, 11 de junho de 1962) é um político e empresário brasileiro. Foi prefeito da cidade de São Bento de 2005 a 2012. Atualmente é deputado estadual pelo estado da Paraíba, pelo Partido Progressista (PP), em seu 2.º mandato.